# جون ألين (لاعب كرة قدم)
جون ألين (بالإنجليزية: John Allen)‏ (14 نوفمبر 1964 بتشستر في المملكة المتحدة - ) هو مدرب كرة قدم ولاعب كرة قدم بريطاني في مركز الوسط. لعب مع كووبيون بالوسيورا وميبا ونادي توركو ونادي روفانييمن بالوسورا ونادي مالمو ونادي تشستر سيتي وMikkelin Palloilijat ‏ وTampereen Pallo-Veikot ‏ ونادي مانسفيلد تاون وSalon Palloilijat ‏ وÄänekosken Huima ‏.

## وصلات خارجية
- جون ألين على موقع قاعدة بيانات كرة القدم.إي يو (الإنجليزية)
- جون ألين على موقع Soccerway.com (الإنجليزية)
- جون ألين على موقع عالم كرة القدم.نت (الإنجليزية)